# Cats (musical)
Cats és un musical compost per Andrew Lloyd Webber, basat en el llibre Old Possum's Book of Practical Cats i altres poemes de T.S. Eliot. L'espectacle ha estat representat al voltant de tot el món en nombroses produccions i ha estat traduït a més de vint idiomes.

## Història de la producció
Cats es representà per primera vegada al barri del teatre del West End de Londres al New London Theatre, l'11 de maig de 1981. Va ser produït per Cameron Mackintosh i per la companyia The Really Useful Theatre Company, de Lloyd Webber. Va ser dirigit per Trevor Nunn amb coreògrafa de Gillian Lynne. A Londres se'n van realitzar 8.949 funcions, que es tancaren l'11 de maig del 2002, dia del seu 21è aniversari. La darrere representació es va projectar en pantalles gegants al Covent Garden pels fans que no havien pogut comprar entrades. Va ser el musical de més llarga durada fins al 8 d'octubre de 2006, quan va ser superat per Les Misérables.
L'espectacle es va estrenar a Broadway el 7 d'octubre de 1982, amb el mateix equip de producció el 19 de juny de 1997 es convertí en el musical més longeu a la història de Broadway, amb 7.485 funcions a Nova York. La darrera funció a Broadway va ser el 10 de setembre del 2000. El seu rècord de funcions va ser superat el 9 de gener del 2006 per El Fantasma de l'Òpera, també de Lloyd Webber.

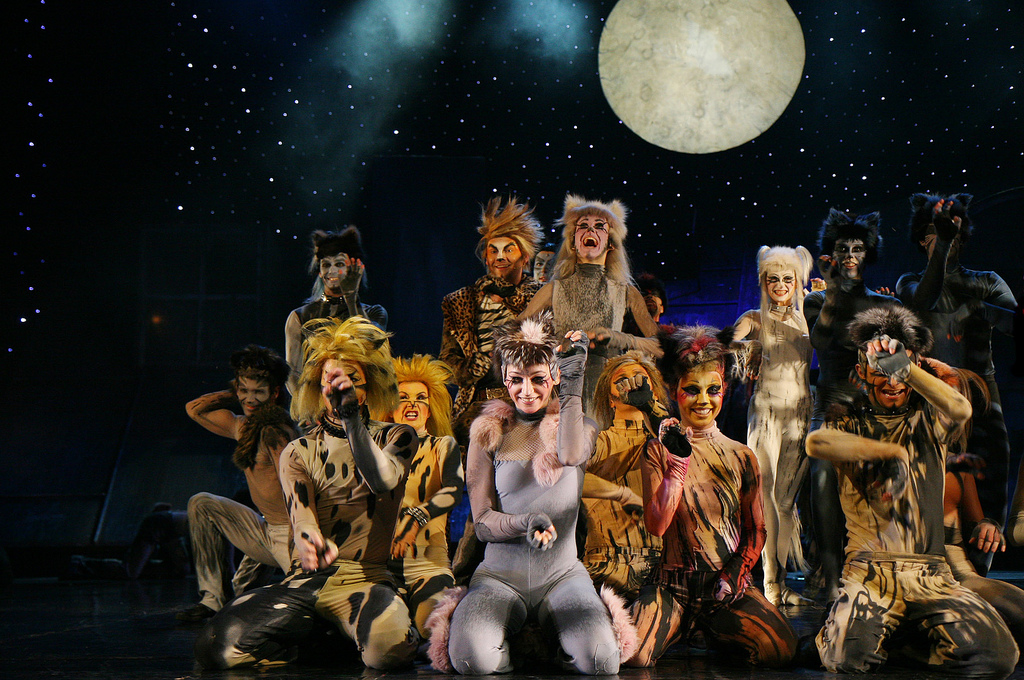
Escena de Cats

Va guanyar el Premi Olivier de 1981 al Millor Musical nou i el Premi Tony de 1983 a Millor Musical, Millor Llibret de Musical, Millor Banda Sonora, Millor Actriu de Musical, Millor Actor de Musical, Millor Disseny de Vestuari per a un Musical, Millor Il·luminació de Musical i Millor Direcció de Musical. A més va ser nominada als Tonys de Millor Actor Secundari, Millor Escenografia de Musical i Millor Coreografia.
El 1998, Andrew Lloyd Webber en va produir una versió en vídeo, basada en l'escenificació al teatre, protagonitzada per Elaine Paige, que estrenà el paper de Grizabella a Londres; Ken Page, l'Old Deuteronomy original de Broadway; Sir John Mills com a Gus i Michael Gruber com a Munkustrap. Va ser dirigida per David Mallet, que va respectar la coreografia i l'escenificació original de Gillian Lynne per al Teatre Adelphi.

## Argument
Quan la Tribu dels Jellicle es troben, el seu vell i reverenciat cap n'ha d'escollir un de la tribu que renaixerà en una vida millor. La tribu es presenta i parla sobre els diferents candidats felins.

### Primer Acte – Quan els Gats embogeixen pel Ball de Mitjanit
Després d'una obertura, els gats apareixen a escena i expliquen sobre la tribu Jellicle i el seu propòsit («Jellicle Songs for Jellicle Cats»). Els gats donen detalls sobre els diferents noms dels gats de la tribu («The Naming of Cats»).
Munkustra apareix i presenta a la primera gata, de nom Jennyanydots («The Old Gumbie Cat»). Ella seu i seu i seu tot el dia, mentre que de nit es passeja per tot arreu. Jennyanydots acaba, saluda als altres gats i és interrompuda per l'entrada d'un gat extravagant anomenat Rum Tum Tugger («The Rum Tum Tugger»).
Apareix una vella gata grisa que mira a tot arreu. És Grizabella, de qui tots els gats s'allunyen. Els gats canten sobre el seu aspecte trist i desgraciat («Grizabella: The Glamour Cat»). Grizabella marxa i la música puja, apareixent Bustopher Jones, un gat que se situa a l'elit dels gats, pertanyent a diversos clubs de prestigi («Bustopher Jones: The Cat About Town»). Després de la cançó, se sent un soroll de trencadissa de Macavity, el gat malvat. Els gats desapareixen, mentre fan la seva entrada Mungojerrie i Rumpleteazer, dos petits lladregots que gaudeixen causant problemes als humans («Mungojerrie and Rumpelteazer»).
Finalment, apareix el Patriarca Jellicle, Old Deuteronomy, un vell gat que ha viscut moltes vides («Old Deuteronomy»), i que serà qui esculli al gat que anirà al Cel.
A la majoria de produccions, aquí els gats fan un número per Old Deutoronomy («The Awefull Battle of the Pekes and the Pollicles»). És la història sobre dues tribus de gossos que es barallen pels carrers i que finalment són vençuts pel gran gat Rumpus. Immediatament després, comença la festa («The Jellicle Ball»). Després del ball, torna a aparèixer Grizabella, refusant quedar-se fora de les celebracions. Un cop més, és deixada de costat per la resta de gats, però això no l'atura per cantar una versió abreujada de Memory.

### Segon Acte – Per què el dia a l'estiu s'allarga? Quan volarà el temps?
Se sent una nova trencadissa del dolent Macavity. Els gats s'espanten, però Old Deuteronomy els calma cantant-los sobre què és la felicitat («The Moments of Happiness»). En Gus («Asparagus») avança («Gus the Theater cat»). Va ser un famós actor, però ara és vell. S'acompanya de Jellylorum, qui explica els seus èxits pretèrits. Gus recorda com un cop va interpretar l'infame Growltiger, el terror del Tàmesi («Growltiger's Last Stand»): explica la història sobre el romanç del pirata amb Griddlebone i com va ser capturat pels siamesos.
Fa la seva aparició Skimbleshanks, que dorm a un racó i que està al càrrec de l'estació del tren («Skimbleshanks: The Railway Cat»). És llest i molt important, car sense ell el tren no pot arrencar.
Amb una nova trencadissa i un riure tètric apareix Macavity, el més buscat («Macavity: The Mystery Cat»). És un mestre del crim que mai no és agafat en flagrant delicte. Macavaty apareix i captura l'Old Deuteronomy. Mentre que la resta dels gats l'intenten seguir, Demeter i Bombalurina canten el que saben sobre Macavaty. Quan acaben, Macavity torna vestit com Old Deuteronomy. Quan Demeter se n'adona, Macavaty lluita amb Munkustrap.
Rum Tum Tugger suggereix que els gats trobin el senyor Mistoffelees («Magical Mr. Mistoffelees»). És un gat negre i blanc que pot realitzar qualsevol truc de màgia. El gat màgic reeix el retorn d'Old Deteronomy, que és felicitat per tots els gats. L'elecció Jellicle ja pot tenir lloc.
Old Deuteronomy s'asseu i Grizabella apareix per darrer cop. Old Deuteronomy li permet tenir una oportunitat per dirigir-se als gats («Memory»). La seva crida li surt bé i és l'escollida («Journey to the Heaviside Layer»). Una escala baixa del cel, i Old Deuteronomy i Grizabella pugen. Quan arriben a dalt de tot, Grizabella acaba el viatge ella tota sola. Un cop de nou a terra, Old Deuteronomy fa el seu discurs de cloenda als humans («The Ad-dressing of Cats») i l'espectacle acaba.

## Peces musicals
| Act I - Overture - Prologue: Jellicle Songs For Jellicle Cats - The Naming Of Cats - The Invitation To The Jellicle Ball - The Old Gumbie Cat - The Rum Tum Tugger - Grizabella: The Glamour Cat - Bustopher Jones - Mungojerrie And Rumpelteazer - Old Deuteronomy - The Aweful Battle of The Pekes and the Pollicles - The Jellicle Ball - Grizabella: The Glamour Cat (Reprise) - Memory | Act II - The Moments of Happiness - Gus: The Theatre Cat - Growltiger's Last Stand - The Ballad Of Billy MacCaw or the mock Itailian aria In Una Tepida Notte - Skimbleshanks: The Railway Cat - Macavity: The Mystery Cat - Magical Mr. Mistoffelees - Memory (Reprise) - The Journey To The Heaviside Layer - Finale: The Ad-Dressing Of Cats |

| Actor                | Paper               |
| -------------------- | ------------------- |
| Amal Dua             | Alonzo              |
| Geraldine Gardner    | Bombalurina         |
| Brian Blessed        | Bustopher Jones     |
| David Baxter         | Carbucketty         |
| Seeta Indrani        | Cassandra           |
| Donald Waugh         | Coricopat           |
| Christoph Durrenmatt | Demeter             |
| John Chester         | George              |
| Elaine Paige         | Grizabella          |
| Peerapat Yensudchai  | Gus the Theatre Cat |
| Sarah Brightman      | Jemima              |
| Myra Sands           | Jennyanydots        |
| Susan Jane Tanner    | Jellylorum          |
| Wayne Sleep          | Mr. Mistoffelees    |
| John Thornton        | Mungojerrie         |
| Jeff Shankley        | Munkustrap          |
| Brian Blessed        | Old Deuteronomy     |
| Paul Nicholas        | Rum Tum Tugger      |
| Bonnie Langford      | Rumpelteazer        |
| Ken Wells            | Skimbleshanks       |
| Femi Taylor          | Tantomile           |
| Finola Hughes        | Victoria            |

| Actor                | Paper               |
| -------------------- | ------------------- |
| Hector Jaime Mercado | Alonzo              |
| Donna King           | Bombalurina         |
| Stephen Hanan        | Bustopher Jones     |
| Steven Gelfer        | Carbucketty         |
| Renee Ceballos       | Cassandra           |
| Renee Clemente       | Coricopat           |
| Wendy Edmead         | Demeter             |
| Christine Langner    | Etcetera            |
| Betty Buckley        | Grizabella          |
| Stephen Hanan        | Gus the Theatre Cat |
| Anna McNeely         | Jennyanydots        |
| Bonnie Simmons       | Jellylorum          |
| Kenneth Ard          | Macavity            |
| Timothy Scott        | Mr. Mistoffelees    |
| Renee Clemente       | Mungojerrie         |
| Harry Groener        | Munkustrap          |
| Ken Page             | Old Deuteronomy     |
| Kenneth Ard          | Plato               |
| Herman W. Sebek      | Pouncival           |
| Terrence Mann        | Rum Tum Tugger      |
| Christine Langner    | Rumpelteazer        |
| Kenneth Ard          | Rumpuscat           |
| Whitney Kershaw      | Sillabub            |
| Reed Jones           | Skimbleshanks       |
| Janet L. Hubert      | Tantomile           |
| Robert Hoshour       | Tumblebrutus        |
| Cynthia Onrubia      | Victoria            |